# 弦楽四重奏曲集作品17
弦楽四重奏曲集作品17（げんがくしじゅうそうきょくしゅう さくひん17）Hob.III:25-30は、フランツ・ヨーゼフ・ハイドンが1771年に作曲した6曲からなる弦楽四重奏曲の曲集である。

## 概要
作品17は6曲すべて自筆譜が残っており、1771年に作曲されたことが判明している。弦楽四重奏曲集作品9のすぐ後に書かれたと考えられている。自筆譜やハイドン自筆の草稿目録（エントヴルフ・カタログ）によれば、現在の通行の順序でいうと2番、1番、4番、6番、3番、5番の曲順に並んでいた。
アムステルダムのヨハン・ユリウス・フンメルから1772年に出版された。
ルイジ・トマジーニを活躍させるために第1ヴァイオリンの比重が高い点、すべて4楽章で第2楽章にメヌエット・第3楽章に緩徐楽章が置かれる点、第1楽章は原則としてソナタ形式だが変奏曲のものが1曲まじっている点、すべての曲の調が異なっている点、短調の曲が1曲ある点など、作品9との共通性が高い。しかし作品9にくらべると第1ヴァイオリン以外の比重が高くなっている。
自筆楽譜の曲名は「ディヴェルティメント」のままだが、低音楽器は「basso」に加えて「violoncello」とも記されている。
アウクスブルクにあるドミニコ会のハイリッヒ・クロイツ教会 (de:Kloster Heilig Kreuz (Augsburg)) が所蔵する作品17の楽譜にはモーツァルトによる書き込みが加えられている。モーツァルトが1773年に作曲した「ウィーン四重奏曲」（K.168-173）はハイドンの作品20までの弦楽四重奏曲の影響が強いが、とくにK.168とK.170にハイドンの作品17の直接の影響が指摘されている。ハーツによると、モーツァルトのウィーン四重奏曲はハイドンを模倣しつつ自分の個性を出さねばならないという矛盾した要求にもとづくもので、成功しなかった。

## 各曲の内容

### ホ長調 Hob. III:25 作品17-1
ホ長調は当時は珍しい調だったが、ハイドンは作品2-2でもホ長調を使っている。メヌエットは対位法的に書かれている。第3楽章は短調で、作品9-1と同様にシチリアーナのリズムを持つ。
1. モデラート 4⁄4拍子
2. メヌエット
3. アダージョ 6⁄8拍子 ホ短調
4. プレスト 2⁄4拍子

### ヘ長調 Hob. III:26 作品17-2
自筆譜ではこの曲が最初に置かれている。
1. モデラート 4⁄4拍子
2. メヌエット ポコ・アレグレット
3. アダージョ 2⁄2拍子 変ロ長調
4. アレグロ・ディ・モルト 2⁄4拍子

### 変ホ長調 Hob. III:27 作品17-3
作品2-6や作品9-5と同様、第1楽章が変奏曲形式である。
1. アンダンテ・グラツィオーゾ 2⁄4拍子
2. メヌエット アレグレット
3. アダージョ 3⁄4拍子 変イ長調
4. アレグロ・ディ・モルト 4⁄4拍子

### ハ短調 Hob. III:28 作品17-4
作品9-4と同様の短調の作品だが、中間の2楽章はどちらも長調になっており（メヌエットはトリオのみハ短調）、作品9-4ほど深刻ではない。メヌエットはワルツ風である。
1. モデラート 4⁄4拍子
2. メヌエット アレグレット ハ長調
3. アダージョ・カンタービレ 3⁄4拍子 変ホ長調
4. アレグロ 2⁄2拍子

### ト長調 Hob. III:29 作品17-5
緩徐楽章の第1ヴァイオリンの旋律は短調のレチタティーヴォと長調のアリアから構成され、そこから「レチタティーヴォ」というニックネームで呼ばれることもある。作品17の中ではもっとも有名な曲である。
1. モデラート 4⁄4拍子
2. メヌエット アレグレット
3. アダージョ 3⁄4拍子 ト短調
4. プレスト 2⁄4拍子

### ニ長調 Hob. III:30 作品17-6
第1楽章の速度がプレストになっている点では作品9-6と共通しているが、作品9-6が軽い曲であるのに対して、本曲は規模がより大きく複雑になっている。
1. プレスト 6⁄8拍子
2. メヌエット
3. ラルゴ 4⁄4拍子 ト長調
4. アレグロ 2⁄4拍子